# Theodhor Kavalioti
Theodhor Kavalioti vagy görögül Theodorosz Anasztasziosz Kaballiótész (1718 körül – 1789) aromun származású albán tudományos író.
1732 és 1734 között matematikát, teológiát és filozófiát tanult Janinában, itt ismerkedett meg Descartes, Malebranche és Leibniz munkásságával. Ezt követően a kor kulturális fellegvárának számító dél-albániai Voskopojába ment, s 1746-ban a helyi Új Akadémia elnöke lett. Görög nyelvű filozófiai és nyelvészeti munkákat írt és adott ki, valamint 1770-ben 1170 szavas görög–aromun–albán szótárt jelentetett meg.